# سوزانه روكل
سوزانه روكل Susanne Röckel  (ولدت في 14 يونيو 1953 في دارمشتات ؛ نشرت تحت اسم مستعار هو Anne Spielmann) هي أديبة ومترجمة أدبية ألمانية.

## حياتها
درست روكل الألمانية وآدابها والرومانية وآدابها في الجامعة الحرة ببرلين. وبعد عدة فترات إقامة في الخارج عملت بين عامي 1978 و 1985 مساعدة في مجلة Filmkritik وكذلك مراجعة حرة. واشتركت في مسابقة إنجيبورج باخمان في كلاجنفورت في عام 1990. أقامت في عامي 1997 و 1998 في الصين وعملت مدرسة للغة الألمانية في إحدى الجامعات في شنغهاي. وهي تقيم حاليا في ميونخ. ألفت العديد من الروايات والقصص، وترجمات أعمالا أدبية من اللغتين الإنجليزية والفرنسية. حصلت على عدة جوائز أدبية منها:
- جائزة جيرهارد فريتش الأدبية في عام 1988،
- الجائزة التشجيعية في الأدب من ولاية بافاريا الحرة في عام 1989،
- جائزة مارا كاسينس من البيت الأدبي في هامبورغ في عام 1998،
- جائزة توكان من مدينة ميونخ في عام 1999.

## من أعمالها
- صابغ الكيمونو 1990
- القفص 1994